# Chris von Wangenheim
Chris von Wangenheim, egentligen Christoph von Wangenheim, född 21 februari 1942 i Brieg, död 9 mars 1981 i Saint Martin, var en tysk modefotograf.

## Biografi

### Uppväxt
Wangenheim föddes i Brieg under andra världskriget. Han var son till Konrad von Wangenheim och Ingeborg von Wangenheim (född Neugebauer). Wangenheims far var en aristokratisk kavalleriofficer som även deltog i de olympiska sommarspelen 1936, där han vann en guldmedalj i lagtävlingen i fälttävlan. År 1944 fördes han som krigsfånge till ett sovjetiskt fångläger, där han förblev inlåst i nära tio år. År 1953 tog han sitt eget liv genom hängning. Wangenheims aristokratiska härkomst kan spåras till 1000-talet.
Under evakueringen av Ostpreussen 1945, flydde Ingeborg von Wangenheim tillsammans med sina två barn till Bayern. Chris von Wangenheim internerades i en strikt jesuitskola.

### Karriär
Wangenheim studerade arkitektur innan han mot sin familjs vilja bestämde sig för att ägna sig åt fotografi, som hade varit hans livslånga passion. Wangenheim inspirerades särskilt av amerikanskt modefotografi. Han flyttade till New York 1965 och började arbeta som assistent till fotograferna David Thorpe och James Moore. Han öppnande sin egen fotostudio året därpå och anställdes av den amerikanska upplagan av Harper's Bazaar. År 1970 började han även arbeta för den italienska upplagan av Harper's Bazaar.
Från 1972 arbetade Wangenheim främst för amerikanska Vogue, men även för dess tyska, franska och italienska upplagor. Hans utförde även fotouppdrag för tidskrifter såsom Esquire, Playboy, Interview och Viva. Wangenheim är också ihågkommen för sina reklamkampanjer för Christian Dior och Valentino.
Wangenheims fotografier hade ofta en mörk underton, med inslag av sex och våld. Wangenheim gick tillsammans med fotograferna Helmut Newton och Guy Bourdin ibland under namnet "the terrible three" ("de fasansfulla tre"). Wangenheims fotografier präglades av tidens kulturella, sociala och politiska strömningar, inte minst den sexuella revolutionen, discokulturen och punkkulturen.

### Död och eftermäle
Wangenheim omkom i en singelbilolycka den 9 mars 1981 när han var på semester i Saint Martin tillsammans med sin flickvän, Christine Starfield. Starfield satt i bilens passagerarsäte och överlevde olyckan. Vid tiden för sin död genomgick Wangenheim en skilsmässa från fotomodellen Regine Jaffry. Paret hade en dotter.